# Rui Silva
Rui Silva (Santarém; 3 de agosto de 1977) es un atleta portugués, especialista en la prueba de 1500 metros, con la que logró ser medallista de bronce mundial en 2005.

## Carrera deportiva
En las Olimpiadas de Atenas 2004 ganó la medalla de bronce en los 1500 metros, tras el marroquí Hicham El Guerrouj (oro) y el keniano Bernard Lagat.
Al año siguiente, en el Mundial de Helsinki 2005 volvió a ganar la medalla de bronce en la misma prueba, con un tiempo de 3:38.00 segundos, quedando tras el bareiní Rashid Ramzi y el marroquí Adil Kaouch. 